# Aleksandr Bespálov
Aleksandr Bespálov, nacido el 10 de mayo de 1981 es un ciclista ruso. Ha sido campeón del mundo en contrarreloj militar y Campeón de Rusia Contrarreloj en 2004 y 2006.

## Palmarés
2002 (como amateur)
- Coppa della Pace

2003 (como amateur)
- 2º en el Campeonato de Rusia Contrarreloj

2004
- Campeonato de Rusia Contrarreloj

2005
- 2º en el Campeonato de Rusia de Ciclismo Contrarreloj

2006
- Campeonato de Rusia Contrarreloj

2007
- 3º en el Campeonato de Rusia Contrarreloj